# Бунт тварин
«Бунт тварин. Лист малоросійського поміщика до свого петербурзького приятеля» (рос. Скотской бунт. Письмо малороссийского помещика к своему петербургскому приятелю) — сатирична повість українського історика Миколи Костомарова, написана ним в останні роки життя і опублікована лише через багато років після його смерті. Повість є розповіддю від імені поміщика про те, як тварини на його хуторі влаштували революцію, збунтувавшись проти господарів. Після першої публікації у 1917 році не перевидавалася до 1991 року[⇨].
Сюжет повісті багато в чому передбачив сюжет твору англійського письменника Джорджа Орвелла «Колгосп тварин» (1945), що є сатирою на тему більшовицької революції в Росії та її наслідків[⇨].

## Сюжет
Малоросійський поміщик пише своєму кореспондентові про «незвичайні події», що сталися на його хуторі: це був «бунт, повстання, революція!», причому «бунт не те що підлеглих, а підневільних, тільки не людей, а худоби та свійських тварин».
Дух «якогось революційного руху», ознаки спротиву і непокори почали з'являтись на хуторі з весни 1879 року. Лютий бугай, якого всі боялись й постійно тримали закритим у загоні, виступив у ролі «всетваринного агітатора», який звернувся до рогатої худоби з промовою, направленою проти панування людей. За його словами, «підступний тиран поневолив нас, недоумкуватих, і довів до того, що ми втратили гідність живих істот і стали мов би немислячими знаряддями для задоволення його примх», тому необхідно перестати підкорятися тирану і заявити йому «не одним лише мичанням, але дружним скаканням і боданням, що ми хочемо, чого б це не коштувало, бути вільною худобою, а не боязкими його рабами». Бугай запропонував добиватися «рівності, вольності та незалежності», що все стало «так, як було в інший блаженний час: знову всі поля, луги, пасовища, гаї та ниви — все буде наше, скрізь будемо мати право пастись, брикатися, бодатися, грати…» Протягом літа революційні ідеї бугая розносились загонами, пасовищами і вигонами і перейшли до коней: «В їх іржаче суспільство проник дух заколоту». У ролі агітатора серед коней виступив рижий жеребець, який також звернувся до них з промовою, в якій закликав «здобувати собі свободу», щоб у майбутньому весь овес, посіяний людиною, належав коням: «Ніхто не посміє нас виганяти звідти, як раніше робилось. Не стануть вже нас більше ні запрягати, ні сідлати, ні підганяти бичами». Оскільки промови бугая і жеребця знайшли відгук у їх одноплемінників, «і рогаті, і копитчаті двома ополченнями рушили у напрямку садиби». До них хотіли доєднатися кози та вівці, але частина овець попадала у рів, через який треба було перейти, а інші розгубились. Свині приєднались до повстання і відправились руйнувати квітник і городи позаду будинку, тоді як корови і коні стали насідати на ворота і огорожу. До бунтівників також приєднались домашні птахи і кішки, тоді як собаки залишились вірні людині.
Звістка про «всезагальне поголовне повстання худоби» приніс скотар Омелько, який мав дивовижний дар: хоч він ніколи не вичвся грамоті, він досконало знав «мови і наріччя всіх домашніх тварин: і волів, і коней, і овець, і свиней, і навіть курей та гусей», «озброївшись лише тривалою, вперто спостережливістю над вдачею і побутом худоби». Поміщик з синами, взявши зброю, вилізли на деревʼяний голубник і відправили Омелька на перемовини з бунтівниками. Той повернувся, повідомивши, що позиція повстанців непримирна, і вони погрожують забодати, захвицати і загризти хазяїв. Тоді вирішили запропонувати бунтівникам волю: хліб вже був майже забраний з полів, і хоча тварини неминуче знищили б частину урожаю, восени і далі зимою вони б у будь-якому випадку залишилися б без корму і були б вимушені повернутись на хутор. Так і вийшло. Корови і коні розбіглись. Свиней вдалось втихомирити, застреливши кабана-вожака і розігнавши інших за допомогою собак. Домашніх птахів Омелько зміг умовити, вказавши на те, що на волі гуси, качки і тим паче кури, не  куры, не пристосовані до самостійного життя, просто загинуть. Кіз та овець за допомогою хворостини і погроз вдалось швидко зібрати в стадо і повернути пастухам. Стада корів і коней витоптали і поїли посіви, що залишились, але потім через суперечки роздробились на невеликі групи, які Омелько вмовляннями повертав на хутір. Лише «найзадорливіші і вперті тваини» бродили полями до глибокої осені, коли випав сніг. У підсумку всі вони повернулись у свої загони. Бугая було страчено, а жеребця кастровано.
«Так закінчився бунт тварин», проте «що далі буде — покаже весна. Не можна поручитися, що наступного літа чи колись у наступні роки не повторилися бачені нами чудеса».

## Створення та публікація

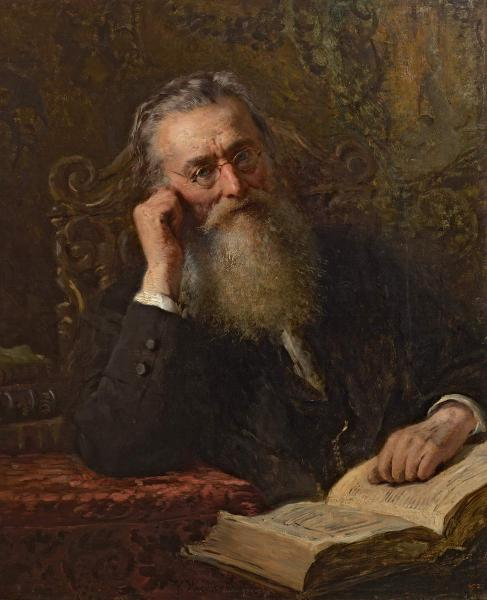
Портрет М. І. Костомарова (1883)

Поява повісті, мабуть, пов'язана з засудженням методів діяльності російської революційної партії «Народна воля», яка оголосила в 1879 році про свою програму державного перевороту з метою передачі влади народу і про терор як метод підготовки до перевороту.
За спогадами Данила Мордовеця, літо 1880 Костомаров з сім'єю проводив у Павловську на дачі Морголіна. У цей час «будучи в більш грайливому стані духу, Микола Іванович написав досить злу сатиру — "Бунт звірів", яка, втім, ніде не була надрукована, тому що сатира ця — обопільна і — по відношенню до багато чого — несправедлива".
Наприкінці 1880 — на початку 1881 року Костомаров намагався опублікувати повість, звертаючись до кількох видань. Так, він листувався з редактором журналу "Исторический вестник" Шубінським, який відповів йому, що для публікації там повість не підходить, але він запропонує її Суворіну для газети "Нове время". Крім того, Костомаров припускав опублікувати «Бунт тварин» під псевдонімом «Іван Богучарів» у московській «Газеті Гатцука». Поки йшли переговори, 1 березня 1881 року внаслідок терористичної атаки було вбито імператора Олександра II, що остаточно поховало надії на публікацію.
"Бунт тварин" був вперше опублікований лише після Лютневої революції в 1917 році в журналі "Нива" (№ 34-37). У примітці до публікації сказано: "Рукопис цей знайдений при розборі паперів покійного Миколи Івановича Костомарова і друкується з дозволу Літературного Фонду, якому належить право власності на всі твори нашого знаменитого історика".

## Оцінки
Дослідники відзначали, що повість Костомарова започаткувала «алегоричні антиутопії»   . Б. О. Ланін також вказує на те, що в написаному "Бунті тварин" "тварини втілюють собою різні шаблони соціальної поведінки".
Думки щодо того, чи міг Орвелл бути безпосередньо знайомим із твором Костомарова, різняться. Так, Олексій Ясь вважає, що це малоймовірно, враховуючи, що Орвелл не бував у СРСР і не знав російської.З іншого боку, О. Даг пише про те, що «Орвелл точно був знайомий з роботою Миколи Івановича і тут сумніву не повинно бути»: «Нарис Костомарова йому або переказав Гліб Струве (або Марія Крігер — вони ж про Костомарова знали) або хтось із його радянських друзів».